# Captain Tsubasa
«Капитан Цубаса» (яп. キャプテン翼 кяпутэн цубаса) — знаменитая серия манги о футболе, созданная Ёити Такахаси. Характеризуется стилизованным и неправдоподобным изображением движений футболистов на поле. По мотивам Captain Tsubasa было создано несколько аниме-сериалов (первый из них попал в топ-100 TV Asahi), полнометражных анимационных фильмов и видеоигр. Captain Tsubasa рассказывает об игроках в футбол и четко следует обычной сюжетной схеме жанра «спокон». 
Первоначально Captain Tsubasa публиковалась в еженедельном журнале Shonen Jump издательства Shueisha. Главы, выходившие с 1981 по 1988 год, в сумме составили 37 томов. Продолжение World Youth (яп. キャプテン翼＜ワールドユース編＞ ва:рудо ю:су хэн), опубликованное в том же издании в 1994—1997 годах, составило 18 томов, а следующий сиквел Road to 2002 (яп. キャプテン翼 ROAD TO 2002), включающий 15 томов, выходил в журнале Young Jump между 2001 и 2004 годами. Публикация манги продолжается. Captain Tsubasa: Golden-23 выходит в Young Jump с 2005 года по настоящее время.
Captain Tsubasa способствовала популяризации футбола как в самой Японии, так и за её пределами. Вдохновила на занятие футболом многих известных игроков, таких как Хидэтоси Наката, Сэйго Нарадзаки, Зинедин Зидан, Франческо Тотти, Фернандо Торрес, Кристиан Вьери, Алессандро Дель Пьеро, Хамес Родригес.

## Сюжет
Сюжет разворачивается вокруг молодёжной японской футбольной команды, а также отношений его капитана по имени Цубаса Одзора (яп. 大空 翼 О:дзора Цубаса)  с друзьями и его соперниками, также в манге рассказывается о тренировках, соревнованиях и действиях спортсменов во время футбольных матчей.